# Selección femenina de fútbol de Polonia
La selección femenina de fútbol de Polonia representa a Polonia en las competiciones internacionales de fútbol femenino. Es miembro de la FIFA y la UEFA, y su organización corre a cargo de la PZPN.
Se fundó en 1981, pero no participó en la clasificación para las tres Eurocopas de los años 80 y jugó su primer partido internacional el 27 de junio de 1981 contra la selección Selección femenina de fútbol de Italia, partido que perdió Polonia por tres goles a cero. Debutó en competición oficial en la clasificación para la Eurocopa 1991, tras la caída del régimen comunista.
No ha participado aún en la Eurocopa Femenina.
Hasta el momento no ha logrado clasificarse para disputar la Copa Mundial Femenina de Fútbol, ni tampoco los juegos olímpicos. Lo más cerca que ha estado fue en la clasificación para el Mundial 2011, cuando se quedó a un punto de pasar a los play-offs.

## Resultados

### Eurocopa
| Campeonato de Europa Femenino |                                                       |                                                       |                                                       |                                                       |                                                       |                                                       |                                                       |                                                       |
| Año                           | Ronda                                                 | Posición                                              | PJ                                                    | PG                                                    | PE                                                    | PP                                                    | GF                                                    | GC                                                    |
| Italia 1969                   | No existía la selección femenina de fútbol de Polonia | No existía la selección femenina de fútbol de Polonia | No existía la selección femenina de fútbol de Polonia | No existía la selección femenina de fútbol de Polonia | No existía la selección femenina de fútbol de Polonia | No existía la selección femenina de fútbol de Polonia | No existía la selección femenina de fútbol de Polonia | No existía la selección femenina de fútbol de Polonia |
| Italia 1979                   | No existía la selección femenina de fútbol de Polonia | No existía la selección femenina de fútbol de Polonia | No existía la selección femenina de fútbol de Polonia | No existía la selección femenina de fútbol de Polonia | No existía la selección femenina de fútbol de Polonia | No existía la selección femenina de fútbol de Polonia | No existía la selección femenina de fútbol de Polonia | No existía la selección femenina de fútbol de Polonia |
| Sin sede 1984                 | No participó                                          | No participó                                          | No participó                                          | No participó                                          | No participó                                          | No participó                                          | No participó                                          | No participó                                          |
| Noruega 1987                  | No participó                                          | No participó                                          | No participó                                          | No participó                                          | No participó                                          | No participó                                          | No participó                                          | No participó                                          |
| Alemania Federal 1989         | No participó                                          | No participó                                          | No participó                                          | No participó                                          | No participó                                          | No participó                                          | No participó                                          | No participó                                          |
| Total                         | 0/5                                                   | -                                                     | -                                                     | -                                                     | -                                                     | -                                                     | -                                                     | -                                                     |
| Eurocopa Femenina de la UEFA  |                                                       |                                                       |                                                       |                                                       |                                                       |                                                       |                                                       |                                                       |
| Dinamarca 1991                | No se clasificó                                       | No se clasificó                                       | No se clasificó                                       | No se clasificó                                       | No se clasificó                                       | No se clasificó                                       | No se clasificó                                       | No se clasificó                                       |
| Italia 1993                   | No se clasificó                                       | No se clasificó                                       | No se clasificó                                       | No se clasificó                                       | No se clasificó                                       | No se clasificó                                       | No se clasificó                                       | No se clasificó                                       |
| Alemania 1995                 | No se clasificó                                       | No se clasificó                                       | No se clasificó                                       | No se clasificó                                       | No se clasificó                                       | No se clasificó                                       | No se clasificó                                       | No se clasificó                                       |
| Noruega y Suecia 1997         | No se clasificó                                       | No se clasificó                                       | No se clasificó                                       | No se clasificó                                       | No se clasificó                                       | No se clasificó                                       | No se clasificó                                       | No se clasificó                                       |
| Alemania 2001                 | No se clasificó                                       | No se clasificó                                       | No se clasificó                                       | No se clasificó                                       | No se clasificó                                       | No se clasificó                                       | No se clasificó                                       | No se clasificó                                       |
| Inglaterra 2005               | No se clasificó                                       | No se clasificó                                       | No se clasificó                                       | No se clasificó                                       | No se clasificó                                       | No se clasificó                                       | No se clasificó                                       | No se clasificó                                       |
| Finlandia 2009                | No se clasificó                                       | No se clasificó                                       | No se clasificó                                       | No se clasificó                                       | No se clasificó                                       | No se clasificó                                       | No se clasificó                                       | No se clasificó                                       |
| Suecia 2013                   | No se clasificó                                       | No se clasificó                                       | No se clasificó                                       | No se clasificó                                       | No se clasificó                                       | No se clasificó                                       | No se clasificó                                       | No se clasificó                                       |
| Países Bajos 2017             | No se clasificó                                       | No se clasificó                                       | No se clasificó                                       | No se clasificó                                       | No se clasificó                                       | No se clasificó                                       | No se clasificó                                       | No se clasificó                                       |
| Inglaterra 2021               | No se clasificó                                       | No se clasificó                                       | No se clasificó                                       | No se clasificó                                       | No se clasificó                                       | No se clasificó                                       | No se clasificó                                       | No se clasificó                                       |
| Suiza 2025                    | Fase de grupos                                        | -                                                     | 3                                                     | 1                                                     | 0                                                     | 2                                                     | 3                                                     | 7                                                     |
| Total                         | 1/11                                                  | -                                                     | 3                                                     | 1                                                     | 0                                                     | 2                                                     | 3                                                     | 7                                                     |
| Total global                  | 1/16                                                  | -                                                     | 3                                                     | 1                                                     | 0                                                     | 2                                                     | 3                                                     | 7                                                     |

### Mundial
| Mundial Femenino,                      |                                                       |                                                       |                                                       |                                                       |                                                       |                                                       |                                                       |                                                       |
| Año                                    | Ronda                                                 | Posición                                              | PJ                                                    | PG                                                    | PE                                                    | PP                                                    | GF                                                    | GC                                                    |
| Italia 1970                            | No existía la selección femenina de fútbol de Polonia | No existía la selección femenina de fútbol de Polonia | No existía la selección femenina de fútbol de Polonia | No existía la selección femenina de fútbol de Polonia | No existía la selección femenina de fútbol de Polonia | No existía la selección femenina de fútbol de Polonia | No existía la selección femenina de fútbol de Polonia | No existía la selección femenina de fútbol de Polonia |
| México 1971                            | No existía la selección femenina de fútbol de Polonia | No existía la selección femenina de fútbol de Polonia | No existía la selección femenina de fútbol de Polonia | No existía la selección femenina de fútbol de Polonia | No existía la selección femenina de fútbol de Polonia | No existía la selección femenina de fútbol de Polonia | No existía la selección femenina de fútbol de Polonia | No existía la selección femenina de fútbol de Polonia |
| España 1972                            | No existía la selección femenina de fútbol de Polonia | No existía la selección femenina de fútbol de Polonia | No existía la selección femenina de fútbol de Polonia | No existía la selección femenina de fútbol de Polonia | No existía la selección femenina de fútbol de Polonia | No existía la selección femenina de fútbol de Polonia | No existía la selección femenina de fútbol de Polonia | No existía la selección femenina de fútbol de Polonia |
| Total                                  | 0/3                                                   | -                                                     | -                                                     | -                                                     | -                                                     | -                                                     | -                                                     | -                                                     |
| Mundialito Femenino                    |                                                       |                                                       |                                                       |                                                       |                                                       |                                                       |                                                       |                                                       |
| Taiwán 1981                            | No participó                                          | No participó                                          | No participó                                          | No participó                                          | No participó                                          | No participó                                          | No participó                                          | No participó                                          |
| Italia 1982                            | No participó                                          | No participó                                          | No participó                                          | No participó                                          | No participó                                          | No participó                                          | No participó                                          | No participó                                          |
| Italia 1984                            | No participó                                          | No participó                                          | No participó                                          | No participó                                          | No participó                                          | No participó                                          | No participó                                          | No participó                                          |
| Italia 1985                            | No participó                                          | No participó                                          | No participó                                          | No participó                                          | No participó                                          | No participó                                          | No participó                                          | No participó                                          |
| Italia 1986                            | No participó                                          | No participó                                          | No participó                                          | No participó                                          | No participó                                          | No participó                                          | No participó                                          | No participó                                          |
| Italia 1988                            | No participó                                          | No participó                                          | No participó                                          | No participó                                          | No participó                                          | No participó                                          | No participó                                          | No participó                                          |
| Total                                  | 0/6                                                   | -                                                     | -                                                     | -                                                     | -                                                     | -                                                     | -                                                     | -                                                     |
| Torneo Invitación Femenino de la FIFA, |                                                       |                                                       |                                                       |                                                       |                                                       |                                                       |                                                       |                                                       |
| Taiwán 1987                            | No participó                                          | No participó                                          | No participó                                          | No participó                                          | No participó                                          | No participó                                          | No participó                                          | No participó                                          |
| China 1988                             | No participó                                          | No participó                                          | No participó                                          | No participó                                          | No participó                                          | No participó                                          | No participó                                          | No participó                                          |
| Total                                  | 0/2                                                   | -                                                     | -                                                     | -                                                     | -                                                     | -                                                     | -                                                     | -                                                     |
| Mundial Femenino de la FIFA            |                                                       |                                                       |                                                       |                                                       |                                                       |                                                       |                                                       |                                                       |
| China 1991                             | No se clasificó                                       | No se clasificó                                       | No se clasificó                                       | No se clasificó                                       | No se clasificó                                       | No se clasificó                                       | No se clasificó                                       | No se clasificó                                       |
| Suecia 1995                            | No se clasificó                                       | No se clasificó                                       | No se clasificó                                       | No se clasificó                                       | No se clasificó                                       | No se clasificó                                       | No se clasificó                                       | No se clasificó                                       |
| Estados Unidos 1999                    | No se clasificó                                       | No se clasificó                                       | No se clasificó                                       | No se clasificó                                       | No se clasificó                                       | No se clasificó                                       | No se clasificó                                       | No se clasificó                                       |
| Estados Unidos 2003                    | No se clasificó                                       | No se clasificó                                       | No se clasificó                                       | No se clasificó                                       | No se clasificó                                       | No se clasificó                                       | No se clasificó                                       | No se clasificó                                       |
| China 2007                             | No se clasificó                                       | No se clasificó                                       | No se clasificó                                       | No se clasificó                                       | No se clasificó                                       | No se clasificó                                       | No se clasificó                                       | No se clasificó                                       |
| Alemania 2011                          | No se clasificó                                       | No se clasificó                                       | No se clasificó                                       | No se clasificó                                       | No se clasificó                                       | No se clasificó                                       | No se clasificó                                       | No se clasificó                                       |
| Canadá 2015                            | No se clasificó                                       | No se clasificó                                       | No se clasificó                                       | No se clasificó                                       | No se clasificó                                       | No se clasificó                                       | No se clasificó                                       | No se clasificó                                       |
| Francia 2019                           | No se clasificó                                       | No se clasificó                                       | No se clasificó                                       | No se clasificó                                       | No se clasificó                                       | No se clasificó                                       | No se clasificó                                       | No se clasificó                                       |
| Australia y Nueva Zelanda 2023         | No se clasificó                                       | No se clasificó                                       | No se clasificó                                       | No se clasificó                                       | No se clasificó                                       | No se clasificó                                       | No se clasificó                                       | No se clasificó                                       |
| Total                                  | 0/9                                                   | -                                                     | -                                                     | -                                                     | -                                                     | -                                                     | -                                                     | -                                                     |
| Total global                           | 0/17                                                  | -                                                     | -                                                     | -                                                     | -                                                     | -                                                     | -                                                     | -                                                     |

## Jugadoras

### Última convocatoria
Jugadoras convocadas para la Eurocopa Femenina 2025.
| No. | Pos. | Jugadora             | Fecha de nacimiento (edad)        | Apa. | Goles | Club                |
| --- | ---- | -------------------- | --------------------------------- | ---- | ----- | ------------------- |
| 1   | POR  | Kinga Szemik         | 25 de junio de 1997 (28 años)     | 28   | 0     | West Ham United     |
| 12  | POR  | Natalia Radkiewicz   | 8 de agosto de 2003 (21 años)     | 2    | 0     | Pogoń Szczecin      |
| 22  | POR  | Kinga Seweryn        | 31 de marzo de 2005 (20 años)     | 0    | 0     | GKS Katowice        |
|     |      |                      |                                   |      |       |                     |
| 2   | DEF  | Martyna Wiankowska   | 24 de diciembre de 1996 (28 años) | 93   | 11    | FC Colonia          |
| 3   | DEF  | Wiktoria Zieniewicz  | 9 de mayo de 2002 (23 años)       | 22   | 0     | Basel               |
| 4   | DEF  | Paulina Dudek        | 16 de junio de 1997 (28 años)     | 60   | 7     | Paris Saint-Germain |
| 5   | DEF  | Oliwia Woś           | 15 de agosto de 1999 (25 años)    | 22   | 0     | Basel               |
| 6   | DEF  | Sylwia Matysik       | 20 de mayo de 1997 (28 años)      | 64   | 0     | FC Colonia          |
| 7   | DEF  | Małgorzata Mesjasz   | 12 de junio de 1997 (28 años)     | 52   | 4     | Milan               |
| 13  | DEF  | Emilia Szymczak      | 17 de junio de 2006 (19 años)     | 11   | 0     | Barcelona "B"       |
| 20  | DEF  | Kayla Adamek         | 1 de febrero de 1995 (30 años)    | 22   | 2     | Ottawa Rapid        |
|     |      |                      |                                   |      |       |                     |
| 8   | MED  | Ewelina Kamczyk      | 22 de febrero de 1996 (29 años)   | 100  | 17    | Fleury 91           |
| 11  | MED  | Tanja Pawollek       | 18 de enero de 1999 (26 años)     | 26   | 1     | Eintracht Frankfurt |
| 14  | MED  | Dominika Grabowska   | 26 de diciembre de 1998 (26 años) | 88   | 9     | Hoffenheim          |
| 15  | MED  | Milena Kokosz        | 17 de agosto de 2001 (23 años)    | 8    | 1     | Åsane               |
| 17  | MED  | Klaudia Słowińska    | 13 de agosto de 1999 (25 años)    | 7    | 1     | GKS Katowice        |
| 23  | MED  | Adriana Achcińska    | 22 de abril de 2002 (23 años)     | 42   | 7     | FC Colonia          |
|     |      |                      |                                   |      |       |                     |
| 9   | DEL  | Ewa Pajor            | 3 de diciembre de 1996 (28 años)  | 101  | 68    | Barcelona           |
| 10  | DEL  | Weronika Zawistowska | 17 de diciembre de 1999 (25 años) | 42   | 8     | Bayern Múnich       |
| 16  | DEL  | Klaudia Jedlińska    | 9 de febrero de 2000 (25 años)    | 14   | 1     | Dijon               |
| 18  | DEL  | Nadia Krezyman       | 22 de junio de 2004 (21 años)     | 10   | 1     | Dijon               |
| 19  | DEL  | Natalia Padilla      | 6 de noviembre de 2002 (22 años)  | 44   | 12    | Sevilla             |
| 21  | DEL  | Paulina Tomasiak     | 2 de enero de 2002 (23 años)      | 6    | 4     | Górnik Łęczna       |